# د. ك. أولريش
د. ك. أولريش (بالإنجليزية: D. K. Ulrich)‏ هو مالك فريق ناسكار ‏ أمريكي، ولد في 10 أبريل 1944 في ودبيري في الولايات المتحدة.